# 톰 하퍼
톰 하퍼(Tom Harper, 1980년 1월 7일 ~ )는 잉글랜드의 영화 감독, 텔레비전 감독이다.

## 작품 목록

### 영화
- 스카우팅 북 포 보이스 (2009)
- 더 바로워즈 (2011)
- 워 북 (2014)
- 우먼 인 블랙: 죽음의 천사 (2014)
- 와일드 로즈 (2018)
- 에어로너츠 (2019)

### 텔레비전
- 전쟁과 평화 (2016)